# Foynøya
Foynøya est une île située au nord de la Terre du Nord-Est au Svalbard. 

## Géographie
À l'est de l'île Brochøya, elle fait partie de la Terre d'Orvin et de la réserve naturelle de Nordaust-Svalbard.

## Histoire
Découverte par Benjamin Leigh Smith, elle a été nommée en l'honneur de Svend Foyn. 
En juin 1928, Umberto Nobile s'écrase près de l'île. Deux hommes de l'expédition, Sjef van Dongen et Gennaro Sora s'y réfugient jusqu'à leur sauvetage. 